# Ondrej Hanzlik
Ondrej Hanzlik (Rychnov Nad Kneznou, 2 de marzo de 2002)  es un jugador de baloncesto checo, que mide 2 metros y 1 centímetros y ocupa la posición de escolta. Actualmente milita en el CB Zamora de Primera FEB.

## Trayectoria
Nacido en Praga, es un escolta formado en sus primeros años en el BA Sparta de Praga hasta 2015 y más tarde, en las categorías inferiores del BA Nymburk.
En septiembre de 2016 con apenas 14 años, llegó a España para ingresar en la cantera del Kirolbet Baskonia firmando un contrato por 8 temporadas.
En las temporadas siguientes formaría parte de los equipos cadete y júnior de Kirolbet Baskonia, debutando en la temporada 2018-19 en la Liga EBA con el filial alavesista.
En la temporada 19-20, el jugador juega en el Fundación Baskonia de Liga EBA, con el que promedió 15,2 puntos, 4 rebotes, 12,3 de valoración en 22 partidos disputados.
En la temporada 2020-21, es cedido al Juaristi ISB de Liga LEB Plata.
El 31 de enero de 2021, se proclamó campeón de la Copa de LEB Plata y al término de la temporada 2020-21, lograría el ascenso a la Liga LEB Oro, promediando 7,9 puntos y 6,2 de valoración durante la temporada en LEB Plata.
El 3 de agosto de 2022, firma por el Bàsquet Girona de Liga Endesa, cedido por el Kirolbet Baskonia.
El 24 de octubre de 2023, el jugador firma por el Real Betis Baloncesto de la Liga LEB Oro, cedido por el Kirolbet Baskonia.
El 10 de agosto de 2024, firma por el CB Zamora de Primera FEB.

## Internacional
Es internacional en categorías inferiores con la Selección de baloncesto de República Checa.